# Амінт IV
Амінт IV (дав.-гр. Ἀμύντας Δ΄) — македонський цар, що правив у 360—356 роках до н. е.

## Життєпис
Походив з династії Аргеадів. Син Пердікки III. Після загибелі останнього у війні з дарданами 360/359 року до н. е. оголошений царем. За однією версією його опікуном-регентом став стрийко Філіпп. За іншою версією Амінт IV став молодшим співцарем. Це було зроблено у складній ситуації, коли дардани плюндрували Македонію. Тому у випадку загибелі старшого співцаря Філіппа II влада в Македонії не залишилася без очільника.
Ймовірно після того, як Філіпп II зміцнився в державі він вирішив відсторонити Амінту від царської влади, що й було зроблено близько 356 року до н. е. З цього часу той мешкав при царському дворі в Пеллі. Разом з тим мав високий статус, йому дозволили мати групу товаришів-молодиків (сінтрофої), серед яких був Філота. Місто Ороп надало йому проксенію. 
Після загибелі Філіппа II у 336 році до н. е. за наказом нового царя Олександра III колишнього правителя Амінту та його рідню було страчено за звинуваченням у змові та заколоті.

## Родина
Дружина — Кінана, донька Філіппа II, царя Македонії
Діти:
- Еврідіка II, дружина Філіппа III, царя Македонії
- Еврідіка